# MVP de las Finales de la Liga Nacional de Básquet
El premio al MVP de las Finales de la LNB se concede al mejor jugador de la serie de partidos de las Finales de la Liga Nacional de Básquet de Argentina. Habitualmente se otorga el premio a un jugador del equipo vencedor, de hecho, hasta ahora siempre fue entregado a jugadores ganadores de finales. José Vildoza es el actual poseedor del premio, luego de salir campeón con Boca Juniors en la temporada 2024-25.

## Todos los ganadores
La siguiente lista incluye todos los ganadores del MVP de las finales. Leonardo Gutiérrez es el jugador que más veces ha ganado el título, habiéndolo hecho en 4 ocasiones. Los únicos jugadores no nacidos en Argentina que lo han conseguido son Michael Schlegel, James Thomas, Byron Wilson, Laron Profit, Andre Laws, Robert Battle y Dar Tucker quienes nacieron en Estados Unidos.

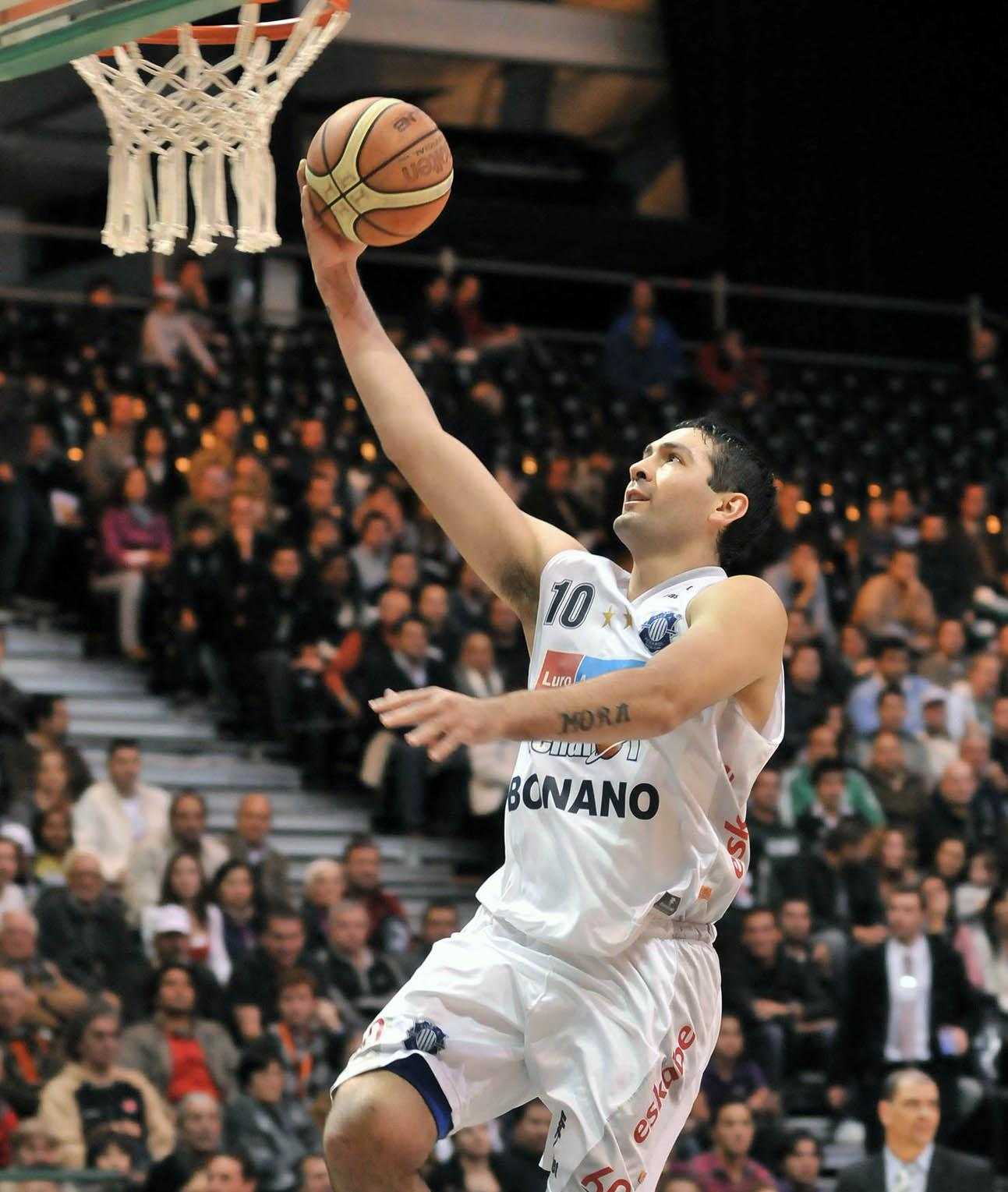
Leonardo Gutiérrez, MVP con tres equipos diferentes.

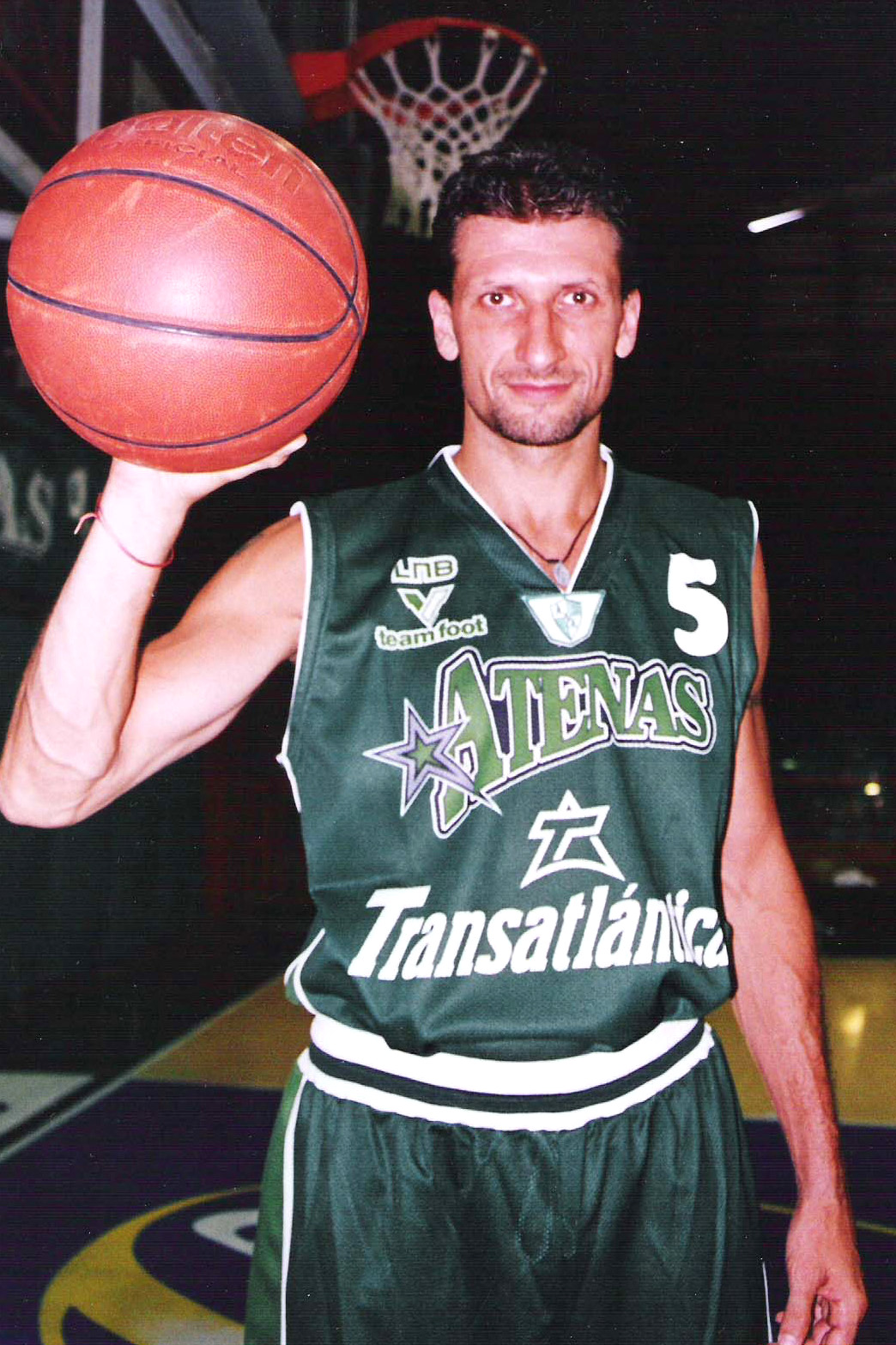
Héctor Campana, elegido MVP en cuatro ocasiones.

| Temporada | Jugador                  | Equipo                                             |
| --------- | ------------------------ | -------------------------------------------------- |
| 1985      | Sebastián Uranga         | Ferro Carril Oeste (Buenos Aires)                  |
| 1986      | Michael Schlegel         | Ferro Carril Oeste (Buenos Aires)                  |
| 1987      | Héctor Campana (1)       | Atenas                                             |
| 1988      | Carlos Cerutti           | Atenas                                             |
| 1989      | James Thomas             | Ferro Carril Oeste (Buenos Aires)                  |
| 1990      | Marcelo Milanesio        | Atenas                                             |
| 1990-91   | Héctor Campana (2)       | G.E.P.U.                                           |
| 1991-92   | Héctor Campana (3)       | Atenas                                             |
| 1992-93   | Juan Espil               | G.E.P.U.                                           |
| 1993-94   | Esteban De la Fuente (1) | Peñarol                                            |
| 1994-95   | Esteban De la Fuente (2) | Independiente (Gral. Pico)                         |
| 1995-96   | Jorge Racca              | Olimpia (Venado Tuerto)                            |
| 1996-97   | Byron Wilson (1)         | Boca Juniors                                       |
| 1997-98   | Fabricio Oberto          | Atenas                                             |
| 1998-99   | Diego Osella             | Atenas                                             |
| 1999-00   | Rubén Wolkowyski         | Estudiantes (Olavarría)                            |
| 2000-01   | Byron Wilson (2)         | Estudiantes (Olavarría)                            |
| 2001-02   | Walter Herrmann (1)      | Atenas                                             |
| 2002-03   | Diego Lo Grippo          | Atenas                                             |
| 2003-04   | Byron Wilson (3)         | Boca Juniors                                       |
| 2004-05   | Leonardo Gutiérrez (1)   | Ben Hur                                            |
| 2005-06   | Gabriel Cocha            | Gimnasia y Esgrima (Comodoro Rivadavia)            |
| 2006-07   | Leonardo Gutiérrez (2)   | Boca Juniors                                       |
| 2007-08   | Laron Profit             | Libertad                                           |
| 2008-09   | Andre Laws               | Atenas                                             |
| 2009-10   | Leonardo Gutiérrez (3)   | Peñarol                                            |
| 2010-11   | Leonardo Gutiérrez (4)   | Peñarol                                            |
| 2011-12   | Facundo Campazzo (1)     | Peñarol                                            |
| 2012-13   | Paolo Quinteros          | Regatas Corrientes                                 |
| 2013-14   | Facundo Campazzo (2)     | Peñarol                                            |
| 2014-15   | Robert Battle            | Quimsa                                             |
| 2015-16   | Walter Herrmann (2)      | San Lorenzo (BA)                                   |
| 2016-17   | Gabriel Deck (1)         | San Lorenzo (BA)                                   |
| 2017-18   | Gabriel Deck (2)         | San Lorenzo (BA)                                   |
| 2018-19   | Dar Tucker               | San Lorenzo (BA)                                   |
| 2019-20   | No definido              | Torneo suspendido debido a la pandemia de COVID-19 |
| 2020-21   | José Vildoza             | San Lorenzo (BA)                                   |
| 2021-22   | Martín Cuello            | Instituto                                          |
| 2022-23   | Eric Anderson Jr         | Quimsa                                             |
| 2023-24   | José Vildoza (2)         | Boca Juniors                                       |
| 2024-25   | José Vildoza (3)         | Boca Juniors                                       |

## Múltiples honores
| Jugadores 4: Leonardo Gutiérrez 3: Héctor Campana 3: Byron Wilson 3: José Vildoza 2: Esteban De la Fuente 2: Facundo Campazzo 2: Walter Herrmann 2: Gabriel Deck | Equipos 8: Atenas 5: Peñarol 5: San Lorenzo (BA) 5: Boca Juniors 3: Ferro 2: G.E.P.U. 2: Estudiantes (O) 2: Quimsa |